# 제 2 헬베틱 신앙고백서
제 2 헬베틱 신앙고백서(라틴어: Confessio Helvetica posterior, 영어: the Second Helvetic Confession ) 1562년에 하인리히 불링거에 의해 작성된 신앙고백서로 1564년에 사적 교재로 개정되었다.  1566년에 모든 스위스의 교회들이 공동 신앙선언문으로 채택하였다. 제 1 헬베틱 신앙고백서는 너무 짧고 지나치게 루터주의라는 단점이 있어서 이 고백서가 채택되었다.  하지만 바젤 성직자들은 제 1 고백서를 고수하기로 결정했다.  
이 고백서는 현재, 스위스뿐만 아니라 스코틀랜드, 헝가리, 프랑스, 폴란드에서 채택되었으며, 웨스트민스터 신앙고백, 스코틀랜드 신앙고백, 하이델베르크 요리문답 다음으로 가장 일반적으로 개혁교회에서 사용되고 있다.  미국의 가장 큰 장로교단인 PCUSA에서 정식적으로 채택하였다.

### 마리아에 대한 관점
마리아는 여러번 언급이 되었으며 이것은 하인리히 불링거의 관점이다.  3장에서 동정녀 마리아에게 천사가 전하는 메시지를 인용하는데, 이것은 성령과 삼위일체의 존재를 나타낸다.  라틴어본에서는 마리아를 '디바(diva)'로 묘사하며 사람이지만 신에게 헌신한 자로 말한다.  

## 참고 문헌
- 전문 보관됨 2020-09-22 - 웨이백 머신